# Reg Flewin
Reginald "Reg" Flewin (født 28. november 1920, død 24. maj 2008) var en engelsk fodboldspiller (midterforsvarer).
Flewin tilbragte hele sin aktive karriere, fra 1937 til 1953, hos Portsmouth F.C. i sin fødeby. Her var han med til at vinde det engelske mesterskab i både 1949 og 1950.
Efter at have indstillet sin aktive karriere var Flewin manager for henholdsvis Stockport og Bournemouth.

## Titler
Engelsk mesterskab
- 1949 og 1950 med Portsmouth